# Amphimallon majale
Amphimallon majale är en skalbaggsart som beskrevs av Razoumowsky 1789. Amphimallon majale ingår i släktet Amphimallon och familjen Melolonthidae. Inga underarter finns listade i Catalogue of Life.